# INSAS
INSAS (acrónimo de Indian National Small Arms System; Sistema Nacional Indio de Armas Ligeras en inglés) es una familia de armas de infantería compuesta por un fusil de asalto, una ametralladora ligera y una carabina. Es fabricada por la Comisión India de Fábricas de Pertrechos en la fábrica de Ishapore. El fusil de asalto INSAS es el arma de infantería estándar de las Fuerzas Armadas Indias.

## Historia
Desde finales de los años 50, las Fuerzas Armadas Indias habían sido equipadas con una copia rediseñada bajo licencia del famoso fusil belga FN FAL. Esta copia es considerada un arma distinta (a pesar de no ser un diseño original), ya que sus piezas no pueden ser intercambiadas con las versiones en sistema inglés o métrico del FAL. Cuando los fusiles automáticos calibre 7,62 mm empezaron a ser considerados obsoletos a inicios de los años 80, la India empezó a desarrollar el INSAS, incorporando características de diseño de varios fusiles populares. Aunque principalmente basado en el reconocido AK-47, el INSAS tiene características que lo hacen un arma singular. Posee características del FN FNC, el AK-47, el IMI Galil y el HK G3.
A fines de los años 80, los indios mostraron interés en comprar (y posiblemente fabricar bajo licencia) un fusil Kalashnikov de diseño germano-oriental calibre 5,56 x 45 mm. Pero finalmente, el contrato no se llevó a cabo    
El sistema INSAS fue originalmente planeado para ser compuesto de tres armas: un fusil estándar, una carabina y una ametralladora ligera, todas calibradas para el cartucho 5,56 x 45 OTAN. En 1997, el fusil y la ametralladora ligera estaban listos para ser producidos en masa; y en 1998, las primeras unidades armadas con fusiles INSAS fueron vistas durante el desfile del Día de la República. La introducción masiva del fusil INSAS fue retrasada por la escasez de cartuchos 5,56 x 45 fabricados localmente, lo cual hizo que India compre considerables cantidades de munición a la compañía israelí IMI (Industrias Militares de Israel), fabricante del IMI Galil. Por lo menos 300 000 fusiles INSAS se encuentran sirviendo en el Ejército Indio, algunos de ellos siendo empleados en los conflictos indo-pakistaníes.

## Diseño
El fusil INSAS está ampliamente basado en los mecanismos del famoso AK-47, pero con varias modificaciones. La acción a gas básica (pistón de recorrido corto, cerrojo rotativo) y el cajón de mecanismos en acero estampado son como las del Kalashnikov. Pero el sistema de gases tiene un regulador de diseño similar al empleado en los fusiles FN FAL. La palanca de carga se sitúa al lado izquierdo del guardamano, siendo en posición y diseño similar a la del fusil alemán HK G3.
El seguro/selector está al lado izquierdo del cajón de mecanismos, encima del pistolete y tiene opciones de fuego semiautomático y ráfaga corta (tres balas). El fusil tiene un asa para transporte que se pliega lateralmente, así como una culata maciza o metálica plegable. Tanto esta como el guardamanos pueden estar hechas en madera o polímero. Los cargadores estándar están hechos de polímero semi-translúcido y tienen una capacidad de 20 cartuchos. La ametralladora ligera INSAS emplea cargadores del mismo diseño con capacidad de 30 cartuchos, los cuales también pueden emplearse en el fusil. Los mecanismos de puntería consisten en un punto de mira encapuchado montado sobre el bloque de gases y un alza dióptrica montada sobre la cubierta del cajón de mecanismos. El apagallamas tiene una forma que permite instalar granadas de fusil empleadas por la OTAN. Los fusiles INSAS pueden equiparse con cuchillos-bayoneta similares a los del AKM.                
El fusil de asalto INSAS puede disparar en modo semiautomático y en ráfaga corta, al igual que el M16A2 estadounidense. Derivado del sistema de armas INSAS, el INSAS Excalibur Mark-I está ergonómicamente diseñado con una culata plegable y puede emplear cargadores de 20 y 30 cartuchos. También está equipado con un riel Picatinny que permite montar miras telescópicas. El INSAS Excalibur, al ser utilizado por las Fuerzas Especiales, tiene modo semiautomático y automático.
Para el fusil INSAS se han desarrollado lanzagranadas acoplables al cañón y bayonetas, los cuales también son compatibles con los fusiles AK-47 empleados por fuerzas paramilitares.   

## Exportación
Los fusiles INSAS han sido exportados al vecino Reino de Nepal. Aunque otros países se mostraron interesados, hasta el momento ninguno de ellos ha mostrado intenciones de compra. El fusil INSAS fue vendido al gobierno nepalí a un precio sumamente bajo, incluyendo un buen número de ellos entregados como ayuda militar para combatir a los rebeldes maoístas. Algunas fuentes indican que unos 100 000 fusiles fueron exportados a Nepal como parte de ese acuerdo.
En 2009 el Gobierno Libanés compró 10,000 fusiles de estos, que actualmente están en operación con la Policía y las Fuerzas de Defensa del Líbano.

## Problemas
El fusil INSAS fue utilizado por los soldados indios en 1999, durante la guerra de Kargil con Pakistán. Según el Times of India, el fusil tenía problemas de funcionamiento debido al clima sumamente frío en donde tuvo lugar el conflicto. A causa del frío, el fusil a veces se trababa y los cargadores de polímero se rajaban. También hubo casos en los cuales el fusil disparó en modo automático, estando el selector en modo de ráfaga corta. Según sus fabricantes, estos problemas ya han sido resueltos.
Luego que el rey Gyanendra tomáse el poder, las relaciones entre India y Nepal se enfriaron. Con la negativa india de proporcionar ayuda militar, surgieron reportes que el fusil falló durante una escaramuza con los rebeldes maoístas y provocó bajas. Esto fue rechazado por la Embajada de la India y más tarde se llevaron a cabo pruebas ante el Real Ejército Nepalí, que demostraron la viabilidad del fusil y que el fallo se debió al pobre mantenimiento y poca limpieza de este por parte de los soldados. Estos inconvenientes han sido remediados después que la guerra de Kargil de 1999 sacara a flote los problemas que podía enfrentar el fusil INSAS.   

## Características técnicas (ametralladora ligera)
- Cartucho: 5,56 x 45 NATO Special

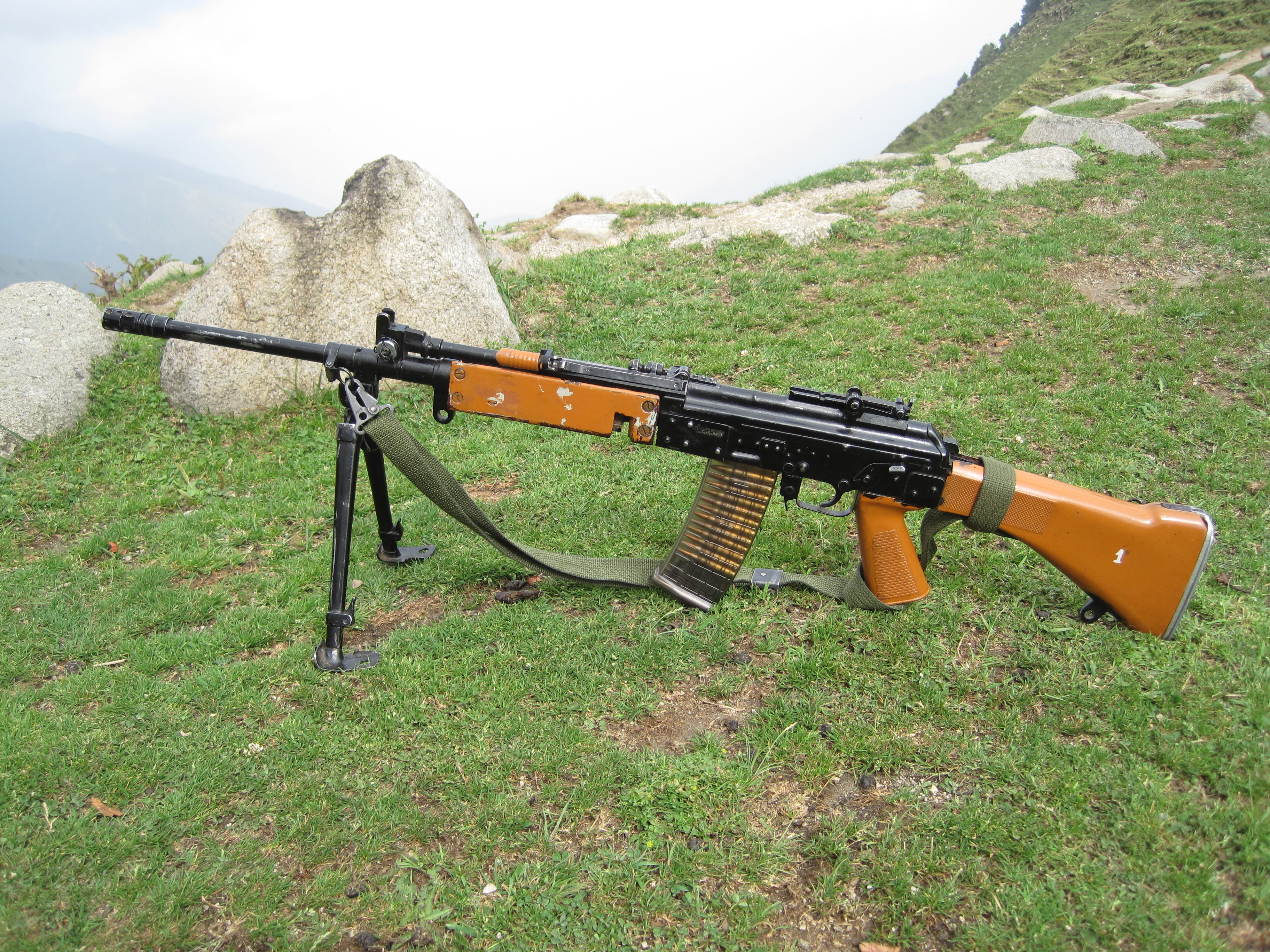
INSAS LGM (ametralladora ligera).

- Sistema de disparo: como en el fusil de asalto, pero sin ráfaga corta
- Acerrojado: Cerrojo rotativo
- Cargador: extraíble, de polímero y con capacidad de 30 cartuchos
- Peso: culata fija, vacía, 6,23 kg, cargada 6,73 kg; culata plegable, vacía, 5,87 kg, cargada 6,37 kg
- Longitud: culata fija, 1.05 m; con culata plegada, 890 mm; con culata extendida, 1.025 m
- Cañón: estándar, 535 mm; corto, 500 mm
- Estriado: 4 estrías a dextrógiro, 1 vuelta en 200 mm
- Sistema de puntería: punto de mira, hoja; alza, dióptrica plegable, 200 and 1000 m
- Radio de puntería: 475 mm
- Velocidad: 925 m/s (cañón estándar), 915 m/s (cañón corto)
- Energía: 1780 J (cañón estándar), 1740 J (cañón corto)
- Retroceso: 2.75 J (cañón estándar), 2.85 J (cañón corto)
- Cadencia de fuego: como la del fusil de asalto
- Alcance máximo efectivo: 700 m (cañón estándar), 600 m (cañón corto)
- Fabricante: Comisión India de las Fábricas de Pertrechos, Fábrica de Fusiles, Ishapore, Estado de Bengala Occidental (llamada generalmente Fábrica de Fusiles de Ishapore). La Fábrica de Armas Ligeras de Kanpur produce pistolas automáticas y revólveres de calibre .22, .32 y .38(?), así como la pistola Browning Hi-Power bajo licencia.

## Variantes
- Fusil de asalto INSAS calibre 5,56 mm (variantes con culata fija y plegable)
- Carabina Excalibur calibre 5,56 mm (con opciones de fuego automático y semiautomático)
- Carabina MINSAS calibre 5,56 mm (versión de cañón corto para tropas especiales, emplea cartuchos 5,56 x 30 para combates a muy corta distancia)
- Ametralladora ligera INSAS (variantes con culata fija y plegable)

## Usuarios
- India
- Argelia
- Nepal
- Líbano